# Andrzej Andegaweński
Andrzej Andegaweński (ur. 30 listopada 1327, zm. 18/19 września 1345) – królewicz węgierski z dynastii Andegawenów, książę Kalabrii od 1333 r., pierwszy mąż królowej Neapolu Joanny I od 1343 r.
Czwarty syn Karola Roberta i Elżbiety Łokietkówny, siostrzeniec Kazimierza Wielkiego. Brat m.in. króla Polski i Węgier Ludwika Wielkiego.

## Życiorys
Od 1330 r. wobec powstającego sporu o dziedziczenie tronu Neapolu, król Węgier Karol Robert i jego stryj król Neapolu Robert Mądry prowadzili pertraktacje w sprawie małżeństwa łączącego ich potomków. W rozmowy o ewentualnym związku małżeńskim pomiędzy jednym z synów Karola Roberta (Ludwika lub Andrzeja) ze starszą wnuczką i dziedziczką Roberta Mądrego zaangażował się papież Jana XXII; wedle niektórych źródeł to sam papież był inicjatorem tego mariażu. Karol Robert ostatecznie zdecydował, że mężem Joanny zostanie jego środkowy syn,  Andrzej. Wobec takiego projektu w Neapolu oczekiwano, że ich przyszły król natychmiast przybędzie do kraju i tam się będzie wychowywał, u boku swej przyszłej żony. Karol Robert udał się z synem do Neapolu i w 1333 r. Andrzej znajdował się już pod pieczą Roberta I Mądrego.
26 września 1333 r. odbyły się zaręczyny Joanny i Andrzeja. Przyszli małżonkowie otrzymali także oficjalnie tytuł księżnej i księcia Kalabrii. 8 listopada 1333 r. układ małżeński pomiędzy 6-letnim Andrzejem a starszą o dwa lata Joanną został potwierdzony przez papieża.
Tymi zaręczynami Robert Mądry chciał zapobiec objęciu tronu przez wrogich mu krewnych, jak też zadowolić ewentualne roszczenia węgierskich Andegawenów do władzy nad półwyspem, do której zgodnie z zasadą primogenitury mieli większe prawa.
W lipcu 1342 r. zmarł ojciec Andrzeja. Miesiąc później Robert I Mądry wyznaczył datę ślubu Andrzeja i Joanny na 13 kwietnia 1343 r.. Wkrótce stan zdrowia króla gwałtownie się pogorszył. 16 stycznia 1343 r. ogłosił swój testament, w którym wyznaczył Joannę na jedyną dziedziczkę tronu a Andrzejowi darował jedynie księstwo Salerno jako lenno. Król zmarł kilka dni później.
Nie ma pewnych informacji co do daty ślubu Joanny i Andrzeja. Prawdopodobnie doszło do tego 22 lub 23 stycznia 1343 r. lub w kwietniu 1343 r.
Andrzej zaczął obawiać się o własne życie, w listach do matki pisał, że zamierza uciec z Neapolu. Zaczęto również otwarcie kwestionować status Andrzeja jako męża Joanny. Elżbieta udała się do Italii, wyekspediowała też poselstwo do Awinionu, do Klemensa VI, próbując bogatymi darami nakłonić go do wymuszenia koronacji Andrzeja (królestwo Neapolu było uważane za papieskie lenno). Osiągnęła swój cel i papież 19 stycznia 1344 roku wyraził zgodę na koronację księcia Kalabrii. Sądząc, że udało jej się zapewnić synowi bezpieczeństwo, powróciła na Węgry.
Joanna nie zamierzała dzielić się władzą i ostatecznie tylko ona została koronowana w dniu 28 sierpnia 1344 r.

## Spisek i śmierć
Kilku możnych postanowiło za wszelką cenę nie dopuścić do ewentualnej koronacji Andrzeja, w tym celu zawiązali spisek mający na celu zgładzenie księcia. Dodatkowo, książę coraz częściej domagał się udziału w rządzeniu i koronacji. Mimo podejrzeń, nigdy nie udowodniono udziału w nim królowej Joanny.
Do zamachu doszło w czasie polowania w Awersie. Andrzej został zaatakowany w nocy z 18 na 19 września roku 1345 r. Po krótkiej walce uduszonego sznurem księcia wyrzucono przez okno. Miał niespełna 18 lat.
Według niektórych źródeł inicjatorami tego zabójstwa byli cesarzowa Konstantynopola Katarzyna II i jej syn książę Tarentu Ludwik. Do spisku mającego na celu zabójstwo księcia Andrzeja należeli m.in. Karol d'Artois, bękart króla Roberta I Mądrego wraz z synem Bertrandem.
Dla wielu udział w spisku Joanny był oczywisty, wśród nich znajdowała się brat zamordowanego Ludwik Wielki, król Węgier. Najechał on królestwo Neapolu w roku 1348, udało mu się zająć jego stolicę, p6o czym rozpoczął represje skierowane przeciwko członkom spisku; wśród skazanych na śmierć znajdował się między innymi Karol z Durazzo. Ludwik musiał jednak opuścić Neapol, do którego powróciła Joanna; następna wyprawa z roku 1350 przyniosła jedynie uznanie dziedzictwa węgierskiej linii Andegawenów w wypadku bezpotomnej śmierci Joanny.
Według niektórych źródeł królowa nie była zainteresowana pochówkiem swego męża, jednak część kronikarzy odnotowała okazały pogrzeb Andrzeja a nawet jego pośmiertną koronację. Królowa Joanna w marcu 1346 r. rozkazała odprawiać modlitwy za duszę zmarłego Andrzeja.
Joanna po śmierci Andrzeja jeszcze trzykrotnie wyszła za mąż, w tym m.in. za księcia Tarentu Ludwika.

## Potomstwo Andrzeja i Joanny
- Karol Martel (25 grudnia 1345[2] – 19 czerwca 1348)[9]. Najprawdopodobniej nie był synem Andrzeja; jego biologicznym ojcem mógł być jeden z kochanków królowej Joanny[9]. Mimo to matka Andrzeja Elżbieta Łokietkówna podjęła starania, aby Karol Martel był wychowywany przy niej[9]. Podczas najazdu Ludwika Wielkiego na Neapol mały książę trafił pod opiekę swego wuja i w marcu 1348 r. zamieszkał na zamku królewskim w Budzie[9]. Zmarł 19 czerwca 1348 r.[9]